# Amphiophiura fisheri
Amphiophiura fisheri är en ormstjärneart som först beskrevs av Clark 1949.  Amphiophiura fisheri ingår i släktet Amphiophiura och familjen fransormstjärnor. Inga underarter finns listade i Catalogue of Life.